# سد الوند
سد الوند هو سد يقع على نهر الوند جنوب شرق خانقين ويبعد عن الحدود العراقية الإيرانية مسافة 6 كم. وهو سد املائي ترابي ذو لب طيني بطول 1342 متر وارتفاع السد 24 متر، وكميات الخزن في بحيرة السد 38 مليون متر مكعب والمساحة السطحية للبحيرة 6,200,000 متر مربع. في بداية سنة 2013 بدء السد مرحلة التشغيل. وتكمن اهمية السد في حماية خانقين من الفيضانات والسيول الي تأتي من أعالي النهر. وتستخدم مياه السد في المشاريع الزراعية ومياه الشرب والإسالة وخصوصاً في فصل الصيف ويتم تصريف الفائض إلى سد حمرين. وضع حجر الاساس للسد عام 2010 وقامت شركة الرافدين العامة بأنشاء السد وافتتح السد عام 2013 وتجاوزت كلفته 28 مليار دينار.